# La Güereja
María Elena Saldaña (Veracruz, 23 de julio de 1963), conocida como la Güereja, es una actriz y comediante mexicana.

## Carrera
Su carrera se remonta a mediados de la década de los años 1980. Ha alcanzado la fama con su interpretación de una niña mexicana llamada Mariquita Pérez Castro, quien es apodada La Güereja. Trabajó en Televisa y después en TV Azteca, aunque regresó a Televisa en 2022. En 2024, volverá a interpretar a "La Güereja", en el que el papel de su "papiringo" ahora será realizado por Manuel "El Flaco" Ibáñez, en lugar del fallecido Benito Castro.
En 2024, participó en el programa ¿Quién Es La Máscara? interpretando a Ricardilla, siendo eliminada en el sexto episodio.

## Filmografía

### Cine
- La Lotería (1993)
- Elvira, te daría mi vida pero la estoy usando (2014)
- El Taxista Caliente (2016)

### Televisión
- Más Aprisa con la risa (1984)
- Cosas de Casados (1985)
- Salón de Belleza (1985)
- Mi secretaria (1985-1986)
- Las Solteras del 2 (1987-1988) como Maggie
- Volver a empezar (1994-1995) como Tina
- La Güereja y algo más (1998-1999)
- Cero en conducta (2000) como Mariquita «La Güereja»
- Va De Nuez En Cuando (2000) como parte del coro Sídney 2000
- Güereja de mi vida (2001-2002)
- Para todos (2009-2010)
- La Clínica (2012-2013) como Sor-Cita
- De Buenas (2013-2014)
- Tal para cual (2022)[2]
- Oríllese a la orilla (2024) como Doña Catita
- ¿Quién es la máscara? (2024) como Ricardilla

### Teatro
- Que Plantón (1989)
- Spamalot (2025)